# 比奈克萨
比奈克萨，是西班牙加泰罗尼亚莱里达省的一个市镇。 总面积37平方公里，总人口614人（2001年），人口密度17人/平方公里。